# Rue des Deux-Ponts (Paris)
Pour les articles homonymes, voir Rue des Deux-Ponts.
La rue des Deux-Ponts est une rue située sur l'île Saint-Louis, dans le 4e arrondissement de Paris, en France.

## Situation et accès
La rue est située dans le quartier Notre-Dame.
Elle est desservie à proximité par la ligne 7 à la station Pont Marie.

## Origine du nom
Son nom fait référence aux ponts franchissant la Seine à chacune de ses extrémités : le pont Marie (vers la rive droite) et le pont de la Tournelle (vers la rive gauche).

## Historique
Tout le côté pair de la rue a été progressivement démoli entre 1912 et 1930 en commençant par le sud. L’opération d’élargissement de la rue pour l’aligner avec les trottoirs du pont Marie et du futur pont de la Tournelle reconstruit a suscité un tollé parmi les habitants de l’île et dans la presse. Les autorités ont rejeté un projet alternatif qui proposait de vider les rez-de-chaussée pour y installer le trottoir sous une arcade et permettre l’élargissement de la chaussée (cette solution a été retenue pour préserver les numéros 9 et 11 de la rue de Fourcy à l’autre côté du pont Marie). Le côté impair de la rue, bordé aussi exclusivement de maisons du XVIIe et XVIIIe siècles, devait subir le même sort mais ce plan a été définitivement abandonné au début des années 1970.
Les démolitions ont emporté notamment le cabaret de l’Ancre au numéro 2 (38, quai de Béthune,) très fréquenté à l’époque par les mariniers. L'enseigne est préservée dans le musée Carnavalet. Le nom du bistrot en face, L’Escale, rappelle cette clientèle aujourd’hui disparue.
Les numéros 8 à 12 de la rue abritaient la fondation Fernand-Halphen.

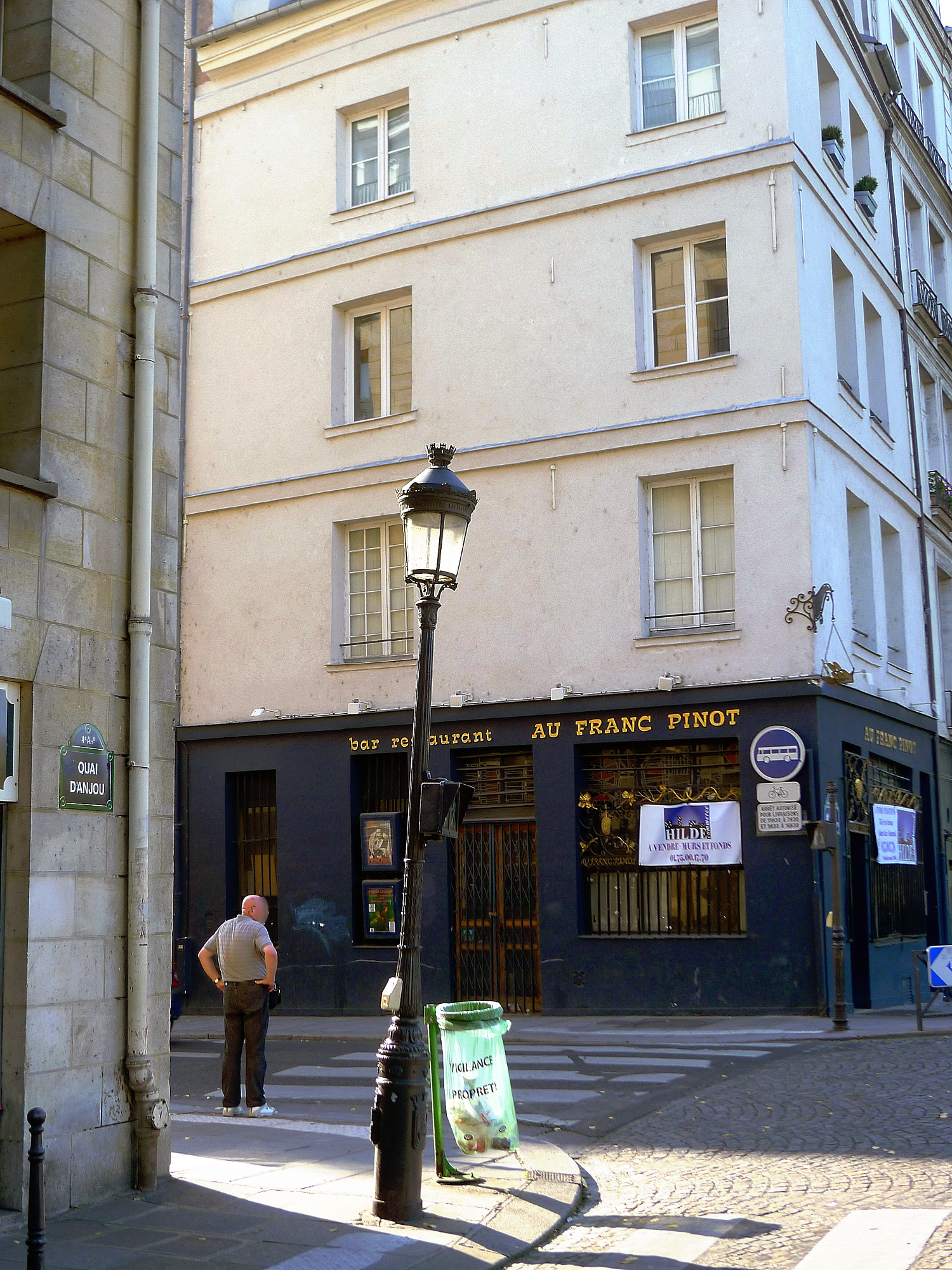
La rue des Deux-Ponts débouche sur les quais d'Anjou et de Bourbon.
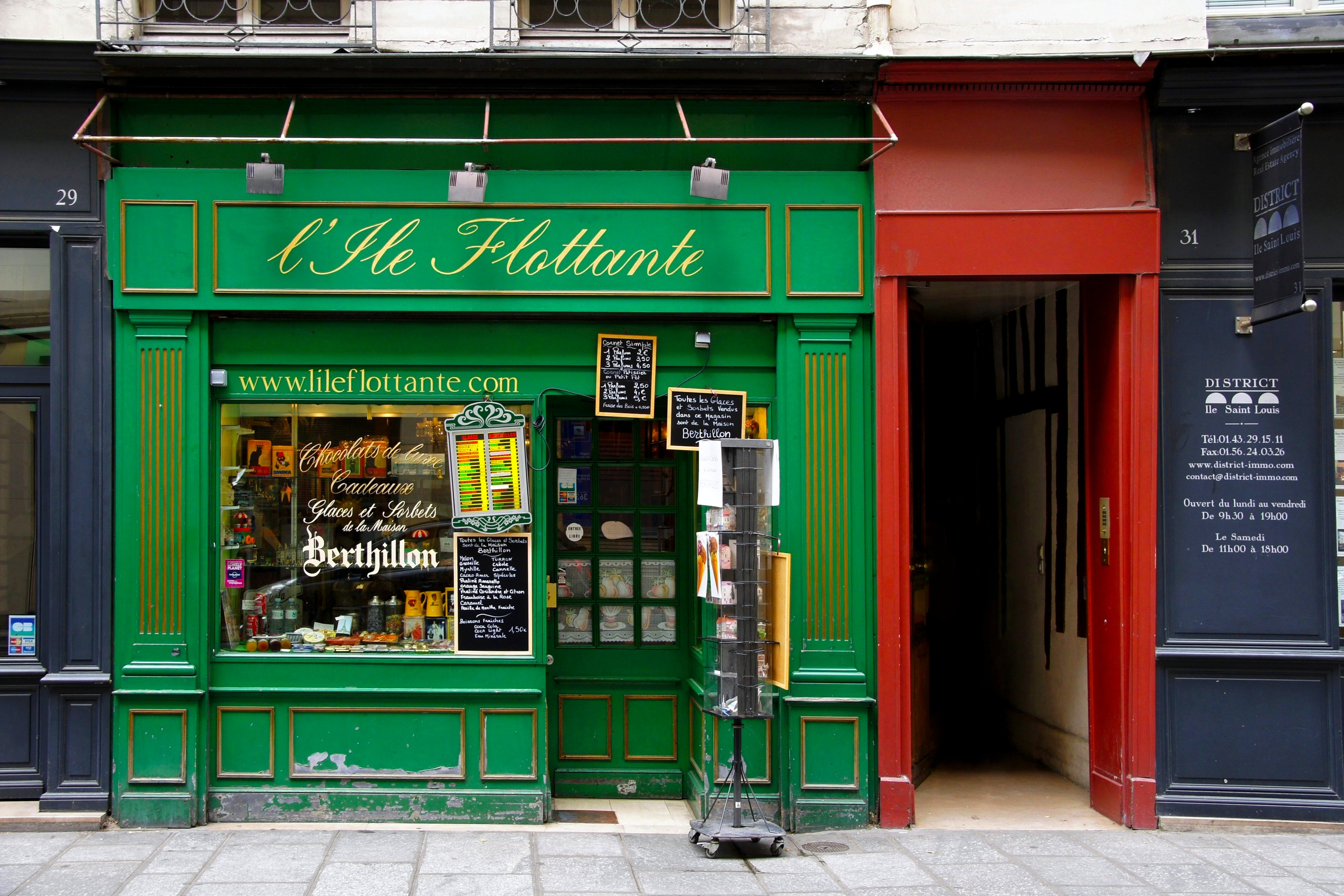
Boutique L'Île flottante, 31, rue des Deux-Ponts.